# Hugo Marchand
Hugo Marchand, né le 7 décembre 1993 à Nantes est un danseur français, étoile au Ballet de l'Opéra national de Paris.

## Biographie
Il commence la danse à 9 ans au conservatoire de Nantes, où il bénéficie de l'enseignement de Marie-Élisabeth Demaille, ancienne danseuse des Ballets du Rhin,. Il poursuit sa scolarité grâce au cursus d'horaires aménagés du collège Victor Hugo à Nantes et obtient sa médaille d'or au conservatoire de Nantes à l'âge de 13 ans.
Il entre à l'école de ballet de l'Opéra de Paris à Nanterre en 2007 et rejoint le corps de ballet en 2011. Il est promu Coryphée en 2013. Promu Sujet en novembre 2014, il interprète alors ses premiers grands rôles dans Casse-Noisette de Rudolf Noureev et L'Histoire de Manon de Kenneth MacMillan. Il accède au grade de Premier Danseur en novembre 2015 ,puis danse le rôle de Solor dans La Bayadère en décembre 2015 et Roméo dans Roméo et Juliette en mars 2016. Viennent Obéron dans le Songe d'une nuit d'été de Balanchine en mars 2017 et James dans La Sylphide de Pierre Lacotte en mars et juillet 2017.
Outre les ballets classiques, Hugo Marchand se fait aussi remarquer dans le répertoire contemporain : L'Anatomie de la sensation de Wayne McGregor, Clear Loud Bright Forward et La Nuit s'achève de Benjamin Millepied, Blake Work I et Herman Shmerman de William Forsythe, Symphonie des psaumes et Tar and Feathers de Jiří Kylián. Enfin, outre les Variations Goldberg de Robbins, il est régulièrement distribué dans Balanchine : Thème et Variations, Duo Concertant, La Valse et Violin Concerto.
Le 3 mars 2017, à l'issue de la représentation de La Sylphide lors d'une tournée de la troupe à Tokyo, il est nommé danseur étoile par Aurélie Dupont, directrice de la danse.
Il fonde en 2022 l'association à but non lucratif Hugo Marchand pour la danse, dans le but de promouvoir la danse classique dans des lieux du patrimoine français auprès d'un large public : "j’ai à cœur de contribuer à la diversité de la vie culturelle locale, partout sur le territoire et de mettre en lumière les monuments historiques de nos régions en les associant à des danseurs et musiciens reconnus",. ll investit ainsi, dès 2023, les cours et jardins des Château du Champ-de-Bataille et du Château de Digoine (Palinges), Château de Fabrègue dans le Var et Château de Chambord et les abords du Mont St Michel en 2024 et 2025

## Nominations et Distinctions
- Concours de Varna. Médaille de bronze (2014)[8]
- Prix du Cercle Carpeaux (2015)[9]
- Prix AROP de la Danse (2015)[10]
- Benois de la danse (2016). Solor dans La Bayadère et en devient lauréat le 30 mai 2017 pour son rôle de Roméo dans Roméo et Juliette de Noureev interprété aux côtés de Dorothée Gilbert, sa partenaire de prédilection[11].
- Benois de la danse (2023) pour son interprétation du prince Rodolphe dans Mayerling de Kenneth MacMillan.
- Petitpas Awards à San Francisco Septembre 2023.
- Chevalier des arts et des lettres février 2025

## Répertoire
Pour le Ballet de l'Opéra de Paris : 
- Giselle de Jean Coralli et Jules Perrot - Albrecht
- Agon de George Balanchine
- Duo Concertant de George Balanchine
- Joyaux de George Balanchine - Diamants et Émeraudes
- La Valse de George Balanchine
- Songe d'une nuit d'été de George Balanchine - Oberon
- Thème et Variations de George Balanchine
- Violin Concerto de George Balanchine
- Renaissance de Sebastien Bertaud
- Onéguine de John Cranko - Eugène Onéguine
- Carmen de Mats Ek - Escamillo
- Blake Works I de William Forsythe
- Herman Schmerman de William Forsythe
- Pas. / Parts de William Forsythe
- Symphonie de psaumes de Jiří Kylián
- Tar and Feathers de Jiří Kylián
- La Sylphide de Pierre Lacotte - James
- Speak for yourself de Sol León et Paul Lightfoot
- André Auria d'Edouard Lock
- L'Histoire de Manon de Kenneth MacMillan - Des Grieux
- Anatomie de la Sensation de Wayne McGregor
- Genus de Wayne McGregor
- Amoveo de Benjamin Millepied
- Clear, Loud, Bright, Forward de Benjamin Millepied
- La Nuit s'achève de Benjamin Millepied
- Casse-Noisette de Rudolf Noureev - Le Prince et La Pastorale (Homme)
- Cendrillon de Rudolf Noureev - L'Acteur vedette
- La Bayadère de Rudolf Noureev - Solor
- Le Lac des Cygnes de Rudolf Noureev - Le Pas de Trois (Homme), la danse espagnole (soliste homme), Prince Siegfried
- Roméo et Juliette de Rudolf Noureev - Roméo
- A Suite of Dances de Jerome Robbins
- Afternoon of a Faun de Jerome Robbins - Le Faune
- Les Variations Goldberg de Jerome Robbins
- Trois Gnossiennes de Hans Van Manen
- Roméo et Juliette de Sasha Waltz - Roméo
- Body and Soul de Crystal Pite[12].
- Don Quichotte de Rudolf Noureev - Basilio
- Mayerling de Kenneth MacMillan - Prince Rodolphe

## Publications
Hugo Marchand et Caroline de Bodinat, Danser, Paris, Arthaud, 2021, 221 p. (ISBN 978-2-08-144558-1)